# Gevorg Kasparov
Pour les articles homonymes, voir Kasparov.
Gevorg Kasparov (en arménien : Գեւորգ Կասպարով, né le 25 juillet 1980 à Erevan, en Union soviétique) est un ancien gardien de football arménien. Il était également l'un des gardiens de but de l'équipe nationale arménienne.

## Palmarès
- Championnat d'Arménie : 2006, 2016 et 2017
- Coupe d'Arménie : 2018